# Constanze Becker

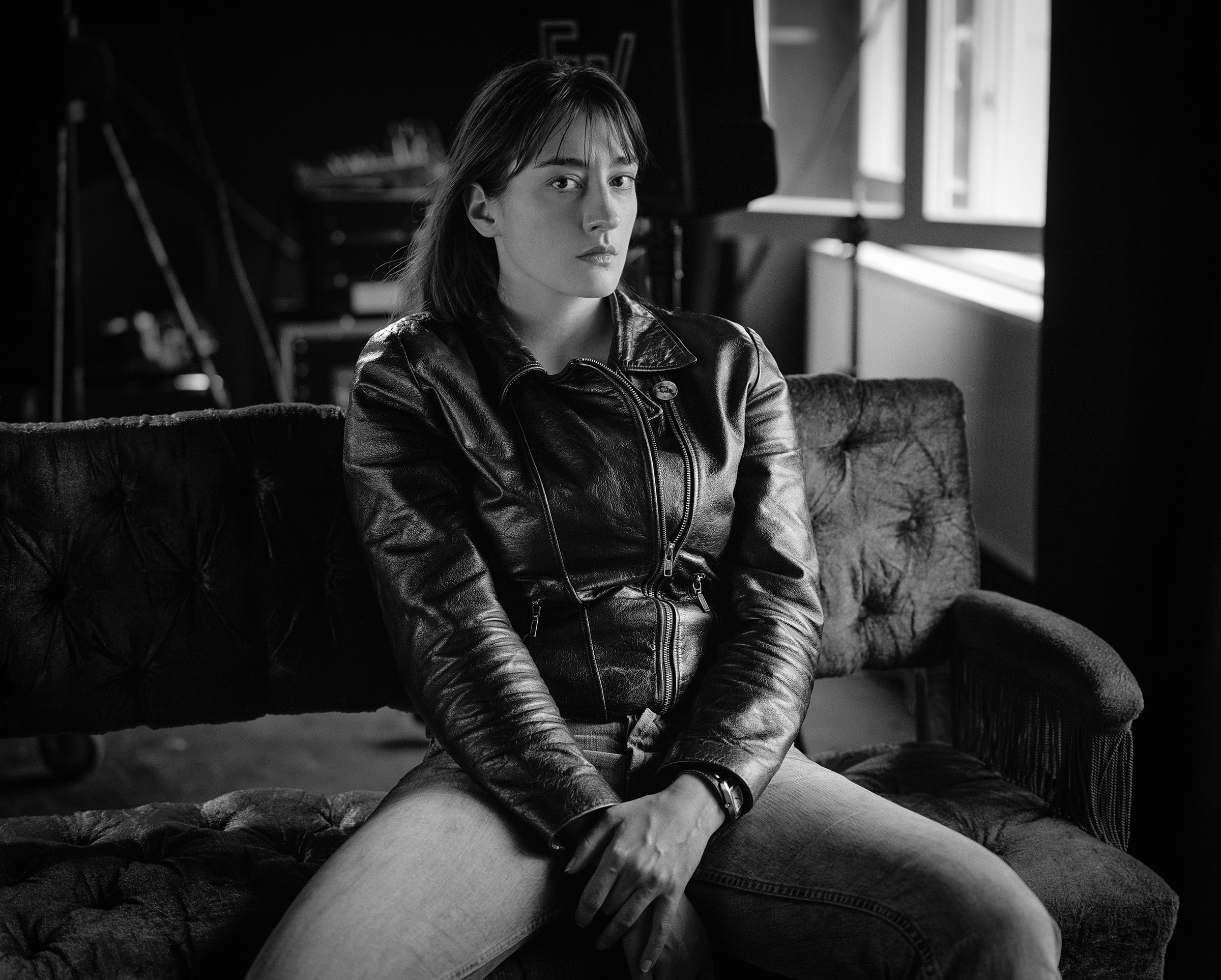
Constanze Becker fotografiert von Oliver Mark, Berlin 2007

Constanze Becker (* 16. Mai 1978 in Lübeck) ist eine deutsche Schauspielerin.

## Leben
Constanze Becker ist in einem alten Bauernhaus in der Nähe von Lübeck aufgewachsen. Ihre Mutter führte ein Antiquitätengeschäft, ihr Vater war Werbegrafiker. Mit ihrer Mutter besuchte sie häufig das Thalia-Theater in Hamburg, unter anderem mindestens 40 Mal The Black Rider von Robert Wilson. Mit 15 Jahren erhielt sie ihre erste Rolle für das Jugend-Theaterprojekt Angst vor dem Pogrom. Sie entdeckte dabei ihre Vorliebe für tragische Frauenrollen, für die sie später an den deutschen Theatern bekannt wurde.
Becker machte 1997 ihr Abitur auf der Ernestinenschule. Sie absolvierte ein Schauspielstudium von 2001 bis 2004 an der Hochschule für Schauspielkunst Ernst Busch in Berlin. Der Filmregisseur Andres Veiel dokumentierte ihre Ausbildung wie die von drei weiteren Schauspielschülern in seinem Dokumentarfilm Die Spielwütigen von 2003. Nach ihrem Studienabschluss war Becker zunächst Ensemblemitglied am Schauspiel Leipzig und danach am Düsseldorfer Schauspielhaus. In Düsseldorf arbeitete sie erstmals mit dem Regisseur Jürgen Gosch zusammen.
2006 wechselte sie an das Deutsche Theater Berlin und übernahm dort als erste Rolle die der Klytaimnestra in der Orestie des Aischylos unter der Regie von Michael Thalheimer. 2007 war diese Inszenierung zum Berliner Theatertreffen eingeladen. In der Saison 2007/2008 war Constanze Becker in zwei weiteren preisgekrönten Inszenierungen des Deutschen Theaters zu sehen, in Gerhart Hauptmanns Die Ratten als Frau John erneut in der Regie von Michael Thalheimer und in Onkel Wanja unter der Regie von Jürgen Gosch.
Die Inszenierung Die Ratten wurde 2008 mit dem Nestroy-Theaterpreis und die von Onkel Wanja als „Inszenierung des Jahres“ von Theater heute ausgezeichnet; beide Produktionen waren zum Theatertreffen Berlin 2008 eingeladen. Darüber hinaus war Constanze Becker 2008 für ihre Rolle der Frau John in Die Ratten für den Faust-Theaterpreis nominiert.
Zur Spielzeit 2009/10 wechselte sie an das Schauspiel Frankfurt. 2013 gab sie dort mit Marieluise Fleißers Fegefeuer in Ingolstadt ihr Debüt als Regisseurin. Seit der Spielzeit 2017/2018 ist sie Teil des Berliner Ensembles.

## Auszeichnungen
- 2005 – Förderpreis des Landes Nordrhein-Westfalen für junge Künstlerinnen und Künstler in der Sparte Theater
- 2008 – Schauspielerin des Jahres bei Theater heute für ihre Rolle der Jelena Andrejewna in Onkel Wanja (vom Ensemble der Onkel-Wanja-Inszenierung wurden außerdem Jens Harzer und Ulrich Matthes als Schauspieler des Jahres ausgezeichnet.)
- 2012 – Gertrud-Eysoldt-Ring für die Rolle der Medea in Michael Thalheimers Inszenierung
- 2013 – Deutscher Theaterpreis Der Faust in der Kategorie Darsteller Schauspiel für ihre Titelrolle der Medea in der Inszenierung von Michael Thalheimer

## Bühnenstücke (Auswahl)

### Als Schauspielerin
- 2001: Dämonen – Lars Norén, Regie: Markus Dietz. Schauspielhaus Leipzig
- 2001: Schade, daß sie eine Hure war – John Ford (Annabella), Regie: Markus Dietz. Schauspielhaus Leipzig
- 2002: Maria Stuart – Friedrich Schiller (Elisabeth), Regie: Karin Henkel. Schauspielhaus Leipzig
- 2002: Haus und Garten – Alan Ayckbourn (Lucille Cadeau), Regie: Wolfgang Engel. Schauspielhaus Leipzig
- 2002: Krach in Chiozza – Carlo Goldoni (Lucietta), Regie: Wolfgang Engel. Schauspielhaus Leipzig
- 2003: Shockheaded Peter (Struwwelpeter) – Phelim McDermott und Julian Crouch, Regie: Ulrich Hüni. Schauspielhaus Leipzig
- 2004: Sommergäste – Maxim Gorki (Warwara), Regie: Jürgen Gosch. Schauspielhaus Düsseldorf
- 2005: Der Kirschgarten – Anton Tschechow (Warja), Regie: Anna Badora. Schauspielhaus Düsseldorf
- 2005: Die Katze auf dem heißen Blechdach – Tennessee Williams (Maggie), Regie: Burkhard C. Kosminski. Schauspielhaus Düsseldorf
- 2005: Solaris – Stanislaw Lem (Harey), Regie: Krystian Lupa. Schauspielhaus Düsseldorf
- 2005: Orpheus Illegal – Jurij Andruchowytsch, Regie: Anna Badora. Schauspielhaus Düsseldorf
- 2006: Die Orestie – Aischylos (Klytaimestra), Regie: Michael Thalheimer. Deutsches Theater Berlin
- 2006: Die Reise nach Bugulma – Jáchym Topol (Karla), Regie: Gustav Rueb. Schauspielhaus Düsseldorf
- 2007: Don Karlos – Friedrich Schiller (Prinzessin von Eboli), Regie: Nicolas Stemann. Deutsches Theater Berlin
- 2007: Die Ratten – Gerhart Hauptmann (Frau John); Regie: Michael Thalheimer. Deutsches Theater Berlin
- 2007: Der Mann ohne Eigenschaften – Robert Musil (Clarisse); Regie: Oliver Reese. Deutsches Theater Berlin
- 2008: Onkel Wanja – Anton Tschechow (Jelena Andrejewna), Regie: Jürgen Gosch. Deutsches Theater Berlin
- 2008: Mirandolina – Carlo Goldoni (Mirandolina), Regie: Ernst Stötzner. Deutsches Theater Berlin
- 2008: Pornographie – Simon Stephens, Regie: Christoph Mehler. Deutsches Theater Berlin
- 2008: Ritter, Dene, Voss – Thomas Bernhard (Ritter), Regie: Oliver Reese. Deutsches Theater Berlin
- 2009: Gefährliche Liebschaften – Christopher Hampton (Marquise de Merteuil), Regie: Karin Henkel. Deutsches Theater Berlin
- 2009: Hedda Gabler – Henrik Ibsen (Hedda), Regie: Alice Buddeberg, Schauspiel Frankfurt
- 2009: Ödipus/Antigone – Sophokles, Regie: Michael Thalheimer, Schauspiel Frankfurt
- 2009: Geschichten aus dem Wienerwald – Ödön von Horváth (Valerie), Regie: Günter Krämer, Schauspiel Frankfurt
- 2010: Lulu – Frank Wedekind (Gräfin von Geschwitz), Regie: Stephan Kimmig, Schauspiel Frankfurt
- 2010: König Lear – William Shakespeare (Cordelia / Narr), Regie: Günter Krämer, Schauspiel Frankfurt
- 2011: Sozialistische Schauspieler sind schwerer von der Idee eines Regisseurs zu überzeugen, Regie: René Pollesch, Schauspiel Frankfurt
- 2012: Liebesspiel – Lars Norén, Regie: Alexander Frank, Schauspiel Frankfurt
- 2012: Medea – Euripides, Regie: Michael Thalheimer, Schauspiel Frankfurt
- 2012: Faust II – Johann Wolfgang von Goethe (Mephisto), Regie: Günter Krämer, Schauspiel Frankfurt
- 2012: Wir lieben und wissen nichts – Moritz Rinke (Magdalena Hansen), Regie: Oliver Reese, Schauspiel Frankfurt
- 2013: Die Nibelungen – Friedrich Hebbel (Brunhilde), Regie: Jorinde Dröse, Schauspiel Frankfurt
- 2013: Die Geierwally – nach Wilhelmine von Hillern (Geierwally), Regie: Johanna Wehner, Schauspiel Frankfurt
- 2014: Angst – nach Stefan Zweig, Regie: Johanna Wehner, Schauspiel Frankfurt
- 2014: Silent Noise – Ein Projekt über Sylvia Plath von Laura Linnenbaum, Regie: Laura Linnenbaum, Schauspiel Frankfurt
- 2015: ZWEI UHR NACHTS – Falk Richter, Regie: Falk Richter, Schauspiel Frankfurt
- 2015:  Macbeth – William Shakespeare, Regie: Dave St-Pierre, Schauspiel Frankfurt
- 2016: Safe Places, Regie: Falk Richter, Schauspiel Frankfurt

### Als Regisseurin
- 2013: Fegefeuer in Ingolstadt – Marieluise Fleißer, Schauspiel Frankfurt

## Film und Fernsehen
- 2004: Die Spielwütigen (Dokumentarfilm), Regie: Andres Veiel
- 2007: Ein spätes Mädchen (Fernsehfilm), Regie: Hendrik Handloegten
- 2009: Same Same But Different, Regie: Detlev Buck
- 2011: Lisas Fluch (TV-Thriller), Regie: Petra K. Wagner
- 2021: Tatort: Wunder gibt es immer wieder

## Hörspiele und Hörbücher
- 2012: Urs Widmer: Das Ende vom Geld – Regie: Ulrich Lampen (Hörspiel – HR)
- 2022: Albrecht Selge: Luyánta – Das Jahr in der Unselben Welt (Roman, ungekürzte Lesung)